# پروالیه
پروالیه (به اسلوونیایی: Marija na jezeru) در اسلوونی با جمعیت ۶٬۶۴۳ نفر است.